# Вишеньки (Тернопільський район)
Ви́шеньки — село в Україні, у Золотниківській сільській громаді Тернопільського району Тернопільської області. До вересня 2015 року у підпорядкуванні Вишнівчицької сільської ради. Від вересня 2015 року ввійшло у склад Золотниківської сільської громади. Населення становить 27 осіб (станом на 2001 рік). Село розташоване на півдні Тернопільського району, за 16,1 кілометра від  міста Теребовлі.

## Географія
Село Вишеньки лежить за 16,1 км на південний захід від Теребовлі, фізична відстань до Києва — 368,5 км.

## Історія
Парафію утворено у 1994 році. Початок будови храму — 1994, закінчення — 1997 рік. Жертводавцями були парафіяни. Іконостас відсутній. Розпис виконав Василь Бронецький у 1997 році. Храм освятив владика Михаїл Сабрига у листопаді 1997 року. Від утворення парафії у 1994 році вона належить до УГКЦ.
12 червня 2020 року, відповідно до розпорядження Кабінету Міністрів України № 724-р «Про визначення адміністративних центрів та затвердження територій територіальних громад Тернопільської області» увійшло до складу Золотниківської сільської громади.
19 липня 2020 року, в результаті адміністративно-територіальної реформи та ліквідації Теребовлянського району, село увійшло до складу Тернопільського району.

## Населення
Станом на 1989 рік у селі проживали 48 осіб, серед них — 20 чоловіків і 28 жінок.
За даними перепису населення 2001 року в селі проживали 27 осіб. Рідною мовою назвали:

### Мова
Розподіл населення за рідною мовою за даними перепису 2001 року:
| Мова       | Кількість | Відсоток |
| ---------- | --------- | -------- |
| українська | 27        | 100%     |

## Релігія
- церква Собору архістратига Михаїла (1997).

## Галерея

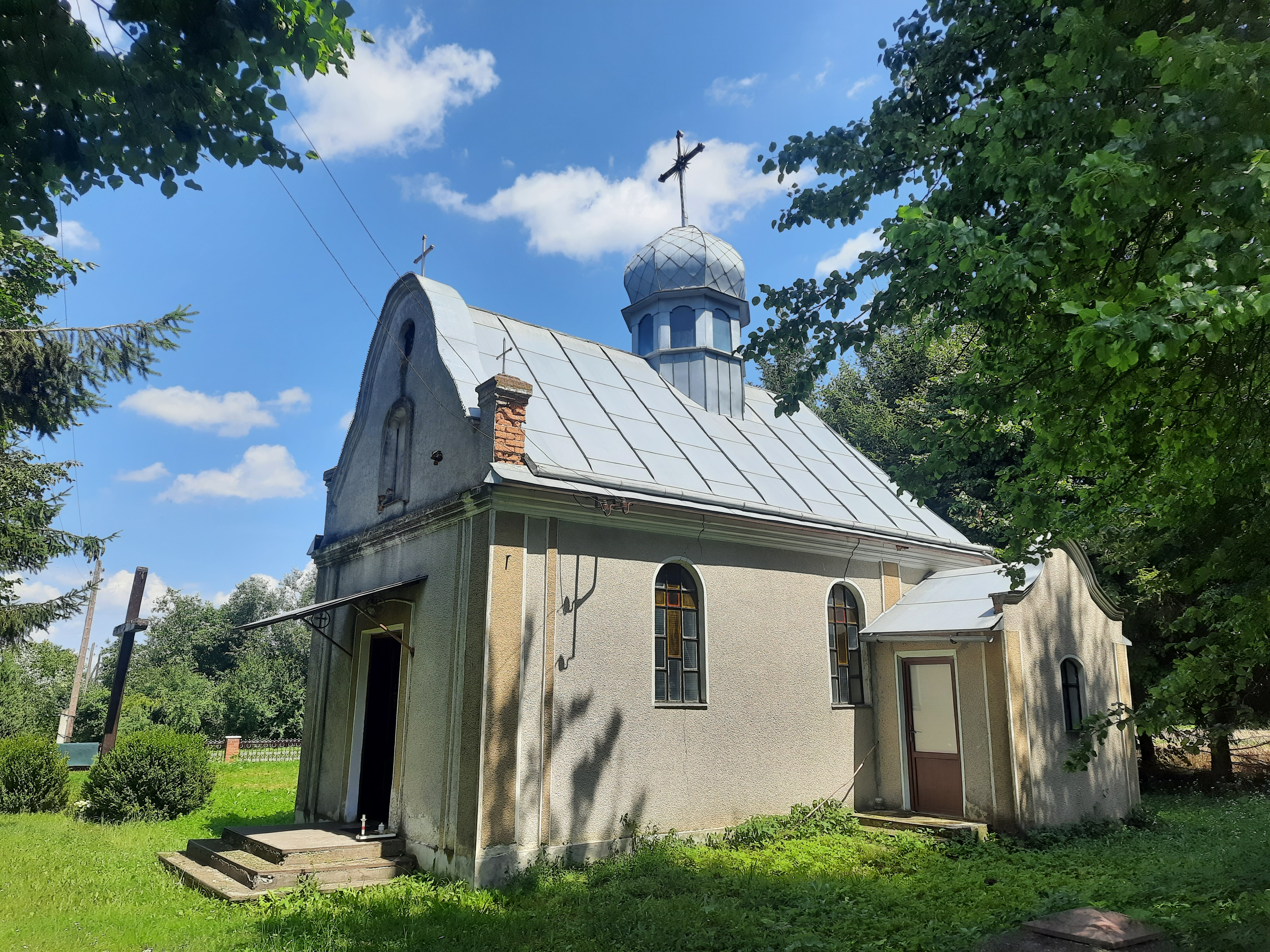
Церква Собору Архістратига Михаїла
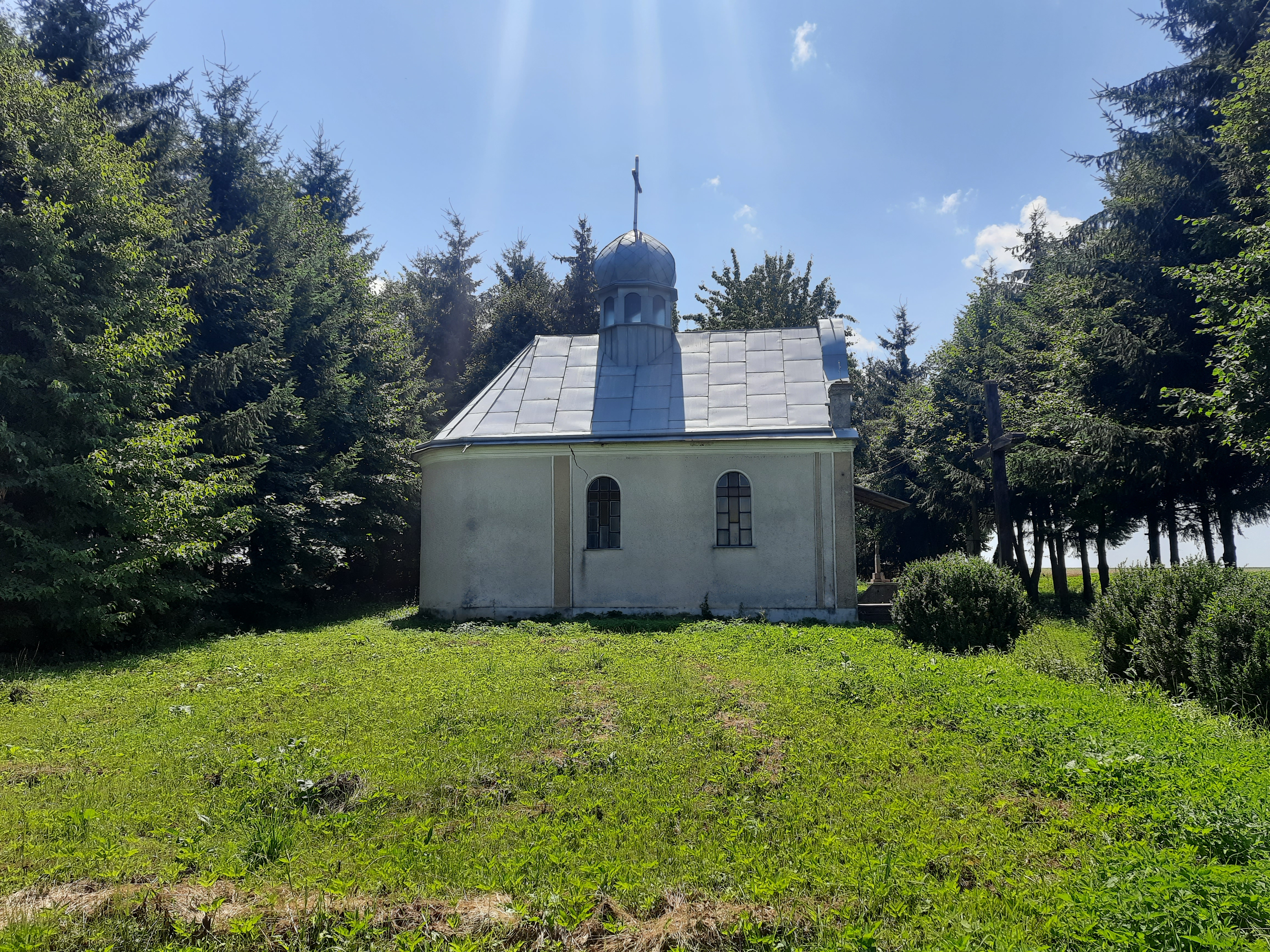
Церква Собору Архістратига Михаїла
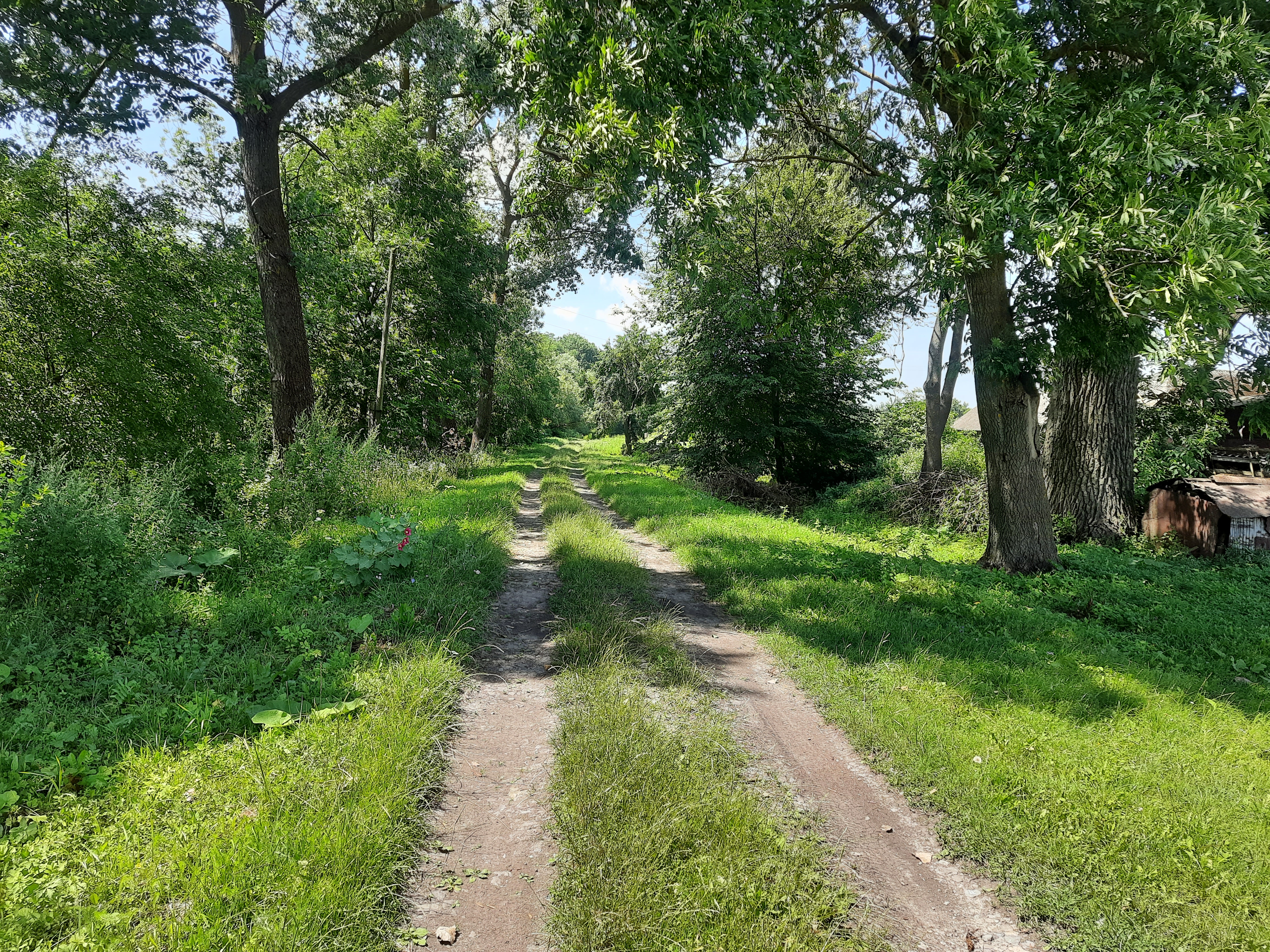
Сільська вулиця
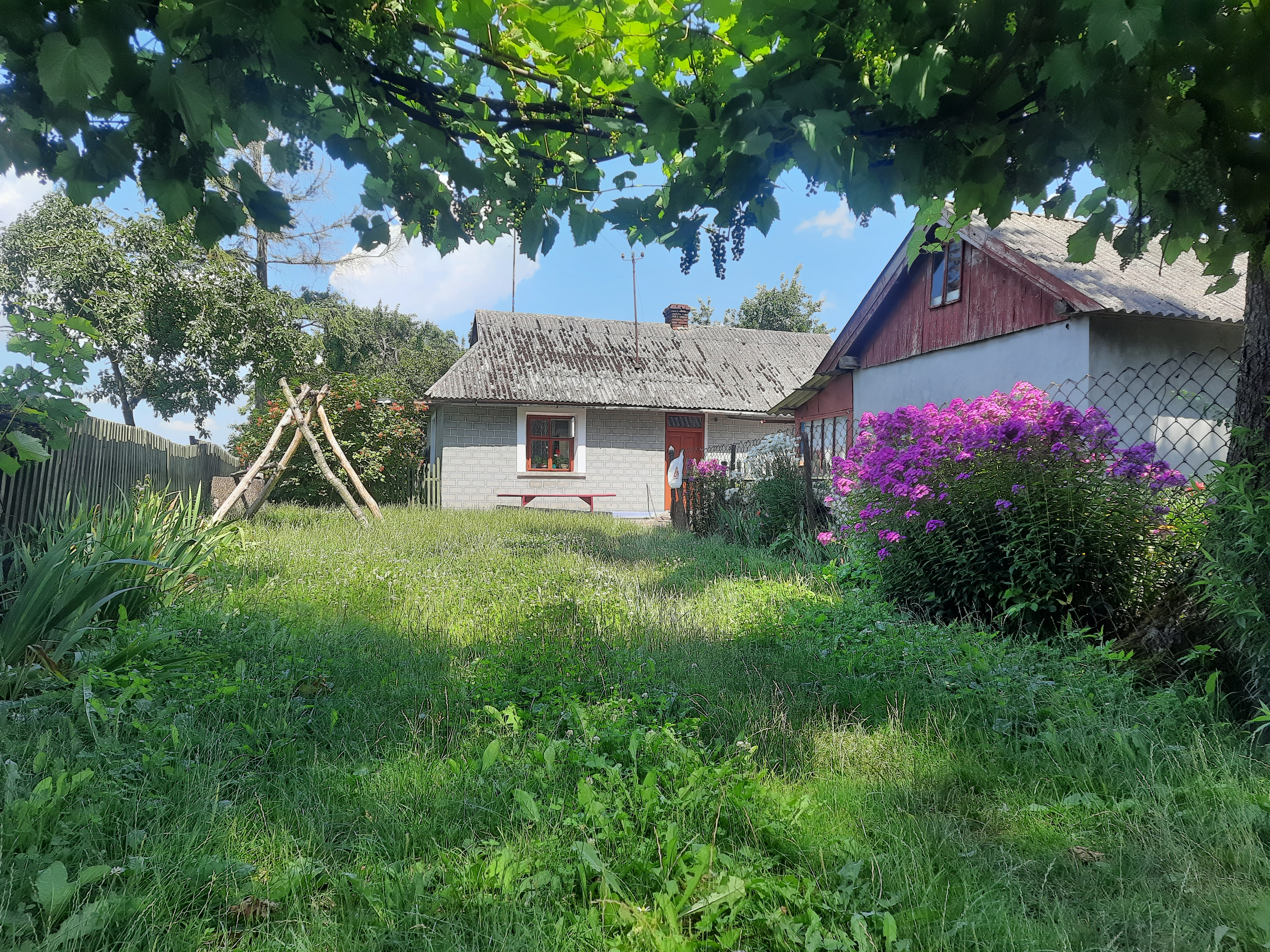
Сільська оселя
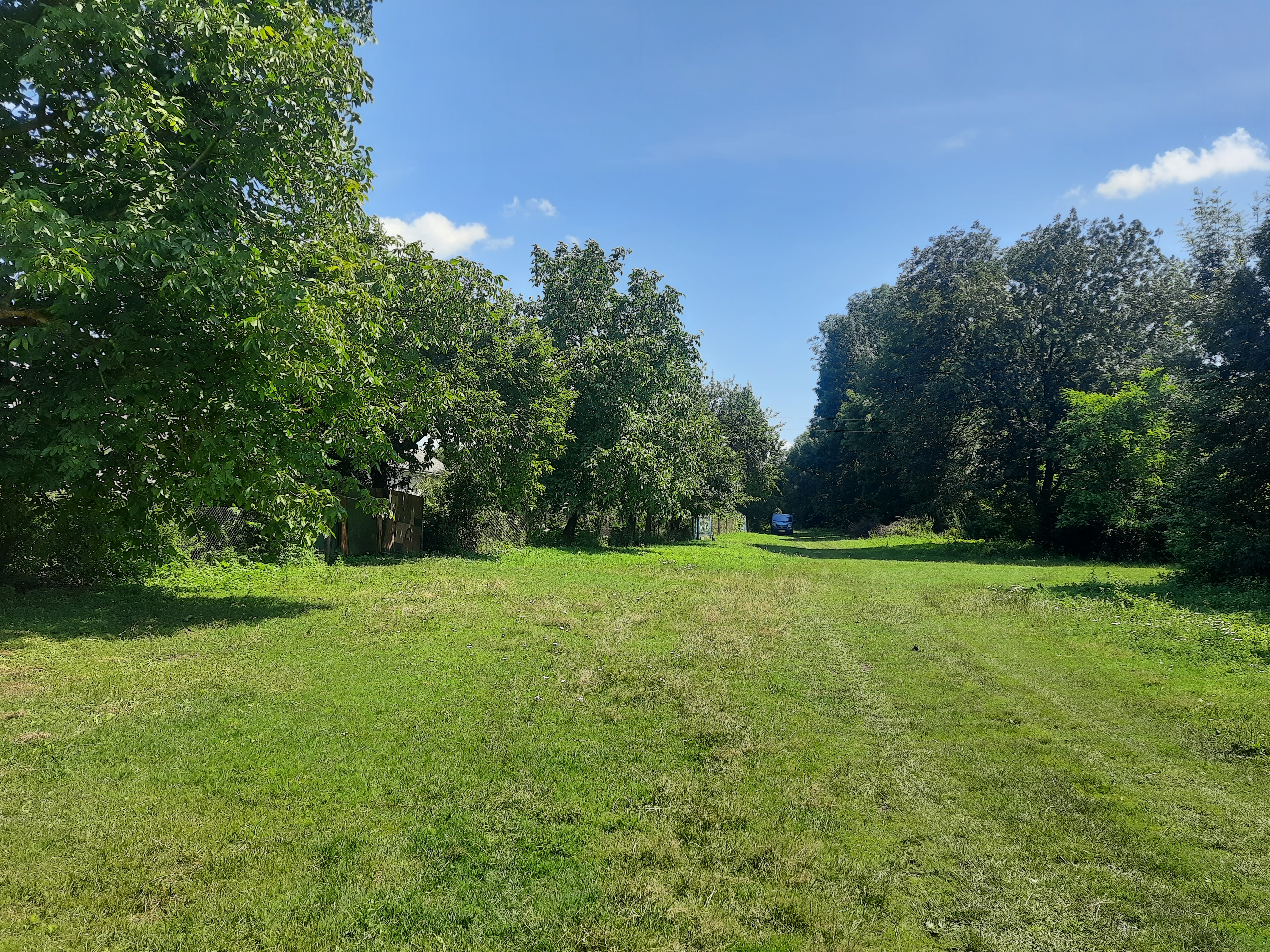
Сільський пейзаж